# Ulica Tadeusza Rejtana we Wrocławiu

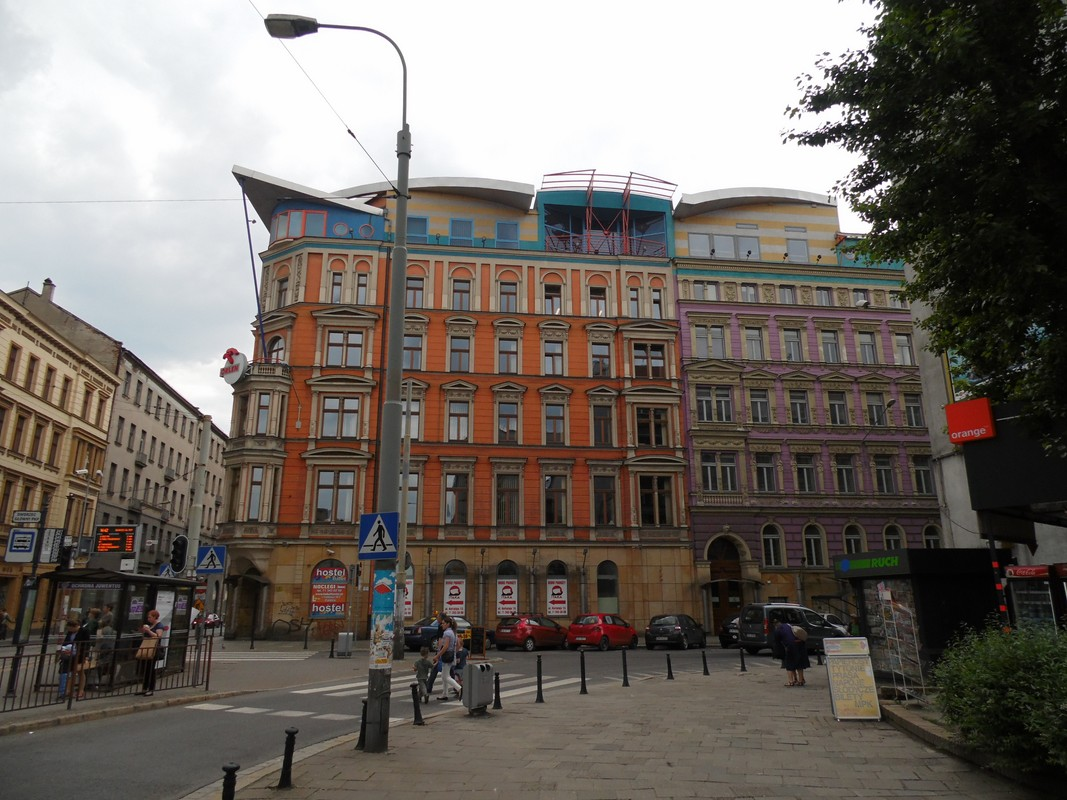
Skrzyżowanie ul. T. Rejtana i H. Kołłątaja, po prawej budynek ul. T. Reja 11

Ulica Tadeusza Rejtana – ulica położona we Wrocławiu, łącząca ulicę Stawową z ulicą Hugona Kołłątaja, na osiedlu Przedmieście Świdnickie w dawnej dzielnicy Stare Miasto. Ulica należy do kategorii dróg gminnych i ma 137 m długości. Przebiega przez obszar zabudowy śródmiejskiej o pierzejowej zabudowie znajdującej się po obu jej stronach. Przy ulicy położone są zachowane z okresu przedwojennego budynki, które zostały ujęte w gminnej ewidencji zabytków, w tym jedna z kamienic wpisana także do rejestru zabytków. Sama ulica na całej swojej długości przebiega przez obszar Przedmieścia Południowego, którego układ urbanistyczny podlega ochronie i również wpisany jest do gminnej ewidencji zabytków. Jedynym budynkiem współczesnym położonym w pierzei tej ulicy jest budynek biurowy z garażem wielopoziomowym zbudowany w 1998 r. w miejscu zniszczonej podczas II wojny światowej kamienicy.

## Historia
Teren, przez który przebiega ulica Tadeusza Rejtana, stanowił obszar na przedpolu fortyfikacyjnym Starego Miasta rozpościerający się przed Bramą Świdnicką. W XVI wieku nazywany był Wygonem Świdnickim (Schweidnitzer Vorstadt), a obejmował zakres od podwala do współczesnej estakady kolejowej oraz od Stawowej i Dworcowej. Na początku XIX wieku wzdłuż obecnej ulicy Józefa Piłsudskiego położone były wiejskie domy ogrodników. Obszar ten włączony do miasta w 1808 r.
Ulica powstała w 1875 r. na terenie należącym poprzednio do wrocławskich przedsiębiorstw braci Bauerów. Połączyła istniejące już wówczas ulice: Stawową (Teichstrasse) i Hugona Kołłątaja (Neue Taschenstrasse).
W wyniku działań wojennych prowadzonych podczas oblężenia Wrocławia w 1945 r. pod koniec II wojny światowej zniszczeniu uległa kamienica pod numerem 9. W 1969 r. dokonano rozbiórki kamienicy pod numerem 12. Wolny teren wykorzystano do poszerzenia ulicy Hugona Kołłątaja. Pozostała przedwojenna zabudowa ulicy została zachowana. W pierwszych latach po zakończeniu wojny i objęciu miasta przed polską administrację ulica miała bardzo niepochlebną opinię i oceniana były jako niebezpieczna, ze względu na duże prawdopodobieństwo napaści ze strony rzezimieszków oraz ze względu na fakt, iż była również miejscem, w którym prostytutki poszukiwały klientów i zaczepiały przechodzących po zmroku mężczyzn.
W 1998 r. na wolnym po zburzonej kamienicy terenie pod numerem 9 zbudowano garaż wielostanowiskowy, wielopoziomowy. Obiekt zaprojektowali architekci: Edward Lach i Anna Rumińska.

## Nazwy
W swojej historii ulica nosiła następujące nazwy:
- Ernststrasse, od 1875 r. do 1945 r.[4][5][10][11]
- Tadeusza Rejtana, od 1945 r.[4][10][12][13]

Niemiecka nazwa ulicy – Ernststrasse – nosiła miano od imienia Ernst. Było to imię jednego z braci Bauerów – Ernsta Bauera, którzy z kolei byli właścicielami wrocławskich przedsiębiorstw. Na ich terenie powstała właśnie omawiana ulica, której ówcześnie postanowiono nadać nazwę nawiązującą do tego imienia. Współczesna nazwa ulicy została nadana przez Zarząd Wrocławia i ogłoszona w okólniku nr 94 z 20.12.1945 r.. Upamiętnia ona Tadeusza Rejtana (urodzony w 1746 r., zmarły w 1780 r.), posła nowogródzkiego na sejm w 1773 r., żarliwego patrioty sławnego z walki przeciw legalizacji rozbioru Polski.
Można także wspomnieć, że imię Tadeusza Rejtana nosiły do lat 50. XX wieku ulice na Brochowie (ówcześnie samodzielne miasto) i Muchoborze Wielkim (ówcześnie podwrocławska wieś). Po włączeniu tych miejscowości w granice Wrocławia, nazwy tych ulic zmieniono.

## Układ drogowy
Ulica łączy się z następującymi drogami publicznymi, kołowymi oraz innymi drogami:
| powiązanie                                                                                  | droga                                                                                  | foto | opis             |
| ------------------------------------------------------------------------------------------- | -------------------------------------------------------------------------------------- | ---- | ---------------- |
| skrzyżowanie                                                                                | ulica Stawowa śródmiejska dojazdowa (przewiduje się klasę lokalną)                     |      | w lewo i w prawo |
| skrzyżowanie (sygnalizacja świetlna na przejściu dla pieszych przez ulicę Hugona Kołłataja) | ulica Hugona Kołłątaja torowisko tramwajowe (główny korytarz tramwajowy) klasa lokalna |      | na wprost        |

## Droga

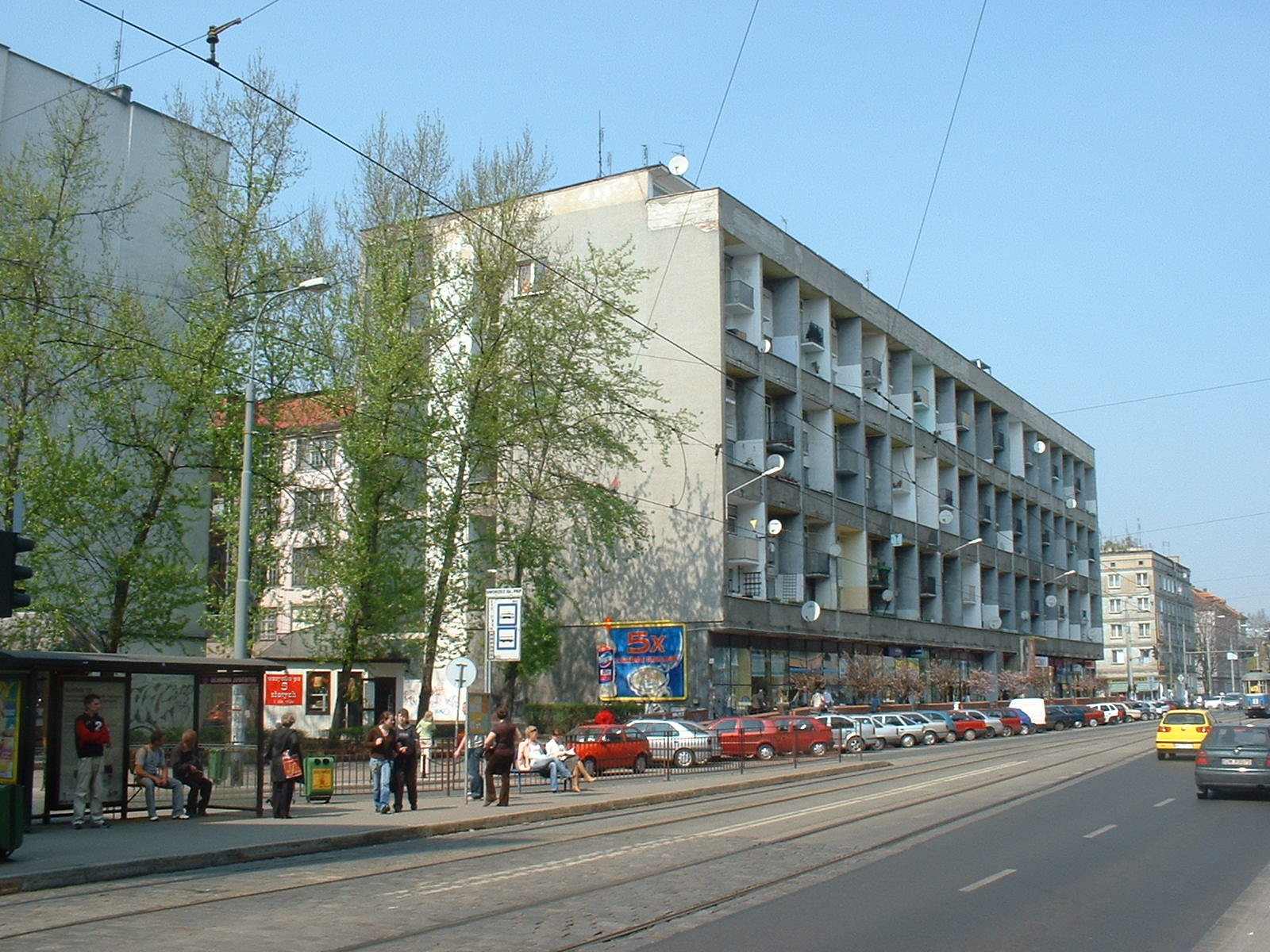
Przystanek przy ul. H. Kołłątaja

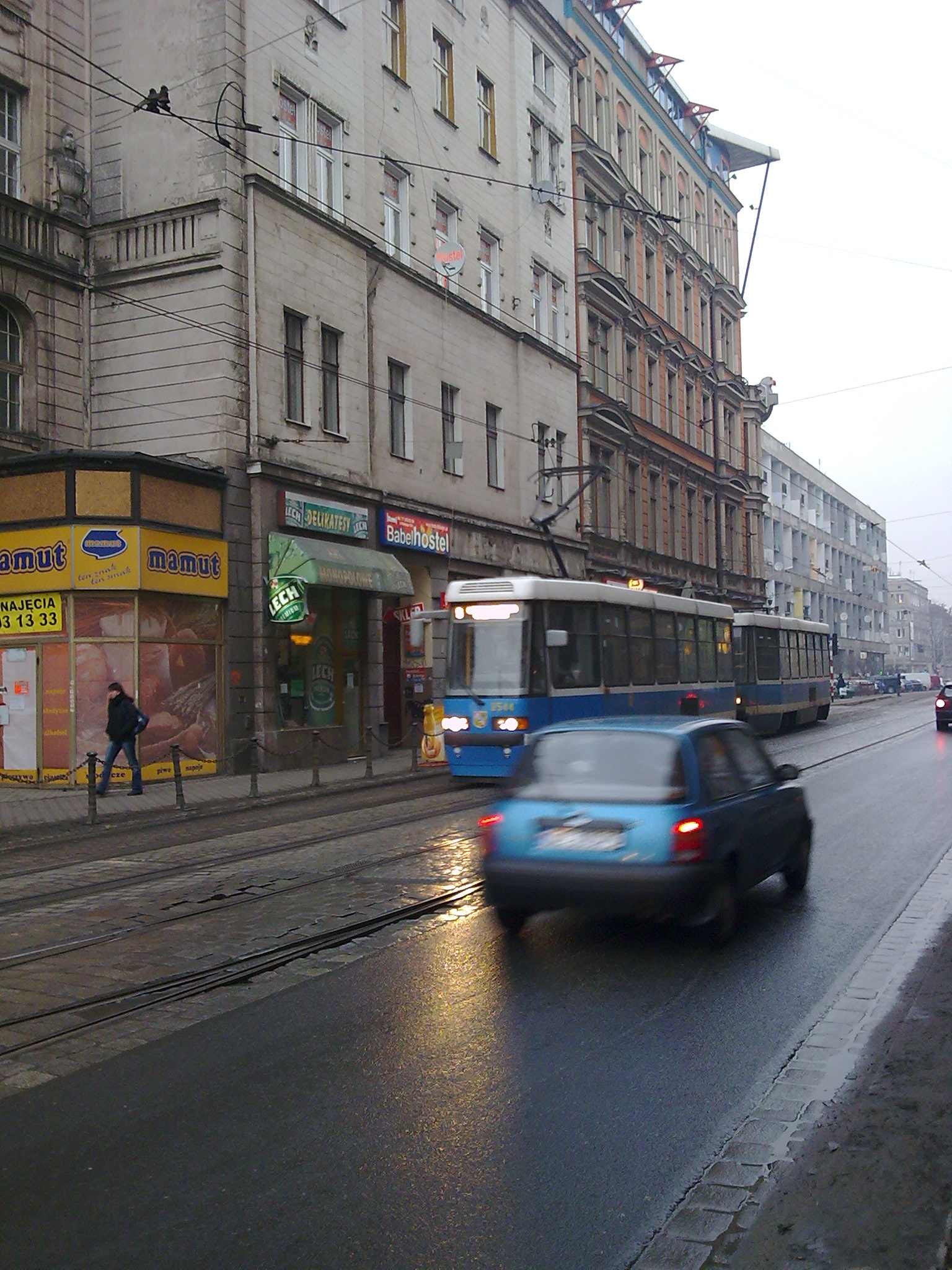
Ul. H. Kołłątaja od ul. J. Piłsudskiego, w lewo ul. T. Rejtana

Ulica Tadeusza Rejtana przebiega ona przez osiedle Przedmieście Świdnickie w dawnej dzielnicy Stare Miasto we Wrocławiu. Biegnie od ulicy Stawowej do ulicy Hugona Kołłątaja. Jest drogą publiczną, której przypisano kategorię drogową jako gminną (numer drogi: 106483D, numer ewidencyjny drogi: G1064830264011) oraz klasę drogi jako dojazdową. Ma długość 137 m. Jej znaczenie określa się jako lokalne. Położona jest na działce ewidencyjnej nr 36, AM-35, obręb Stare Miasto o powierzchni 1792 m². Szerokość pasa drogowego w liniach rozgraniczających wynosi około 18 m. Obowiązuje na niej ruch jednokierunkowy od ulicy Hugona Kołłątaja do ulicy Stawowej, przy czym na całej swojej długości objęta jest strefą ograniczenia prędkości do 30 km/h oraz strefą płatnego parkowania. Jezdnia ulicy posiada nawierzchnię z masy bitumicznej. Po obu stronach urządzono miejsca postojowe oraz chodniki. Przebiega przez teren położony na wysokości bezwzględnej od około 118,0 do 118,6 m n.p.m.
Przez ulicę nie przebiegają żadne linie w ramach wrocławskiej komunikacji miejskiej. Linie transportu miejskiego prowadzone są ulicą Hugona Kołłątaja, w ramach której przebiega wydzielone torowisko tramwajowe, z dwoma torami w dwóch kierunkach jazdy dla obsługi linii tramwajowych, a tramwaje tych linii kontynuują jazdę ulicą Józefa Piłsudskiego oraz Peronową. Przy skrzyżowaniu z ulicą Tadeusza Rejtana położony jest jeden z przystanków (wyłącznie dla kierunku do ulicy Józefa Piłsudskiego i Peronowej), w ramach większego zespołu przystanków zlokalizowanych także przy ulicach: Józefa Piłsudskiego, Peronowej i Stawowej, o nazwie „Dworzec Główny” , a sam dworzec kolejowy Wrocław Główny oraz położony po południowej stronie linii kolejowej dworzec autobusowy należą do grupy najważniejszych węzłów przesiadkowych, który klasyfikowany jest jako węzeł śródmiejski. Wymieniony przystanek obejmuje przystanek tramwajowy oraz przystanek autobusowy, lecz tylko dla niektórych linii autobusowych wyznaczonych ulicą Hugona Kołłątaja, zarówno dziennych jak i nocnych .

## Zabudowa i zagospodarowanie
Ulica Tadeusza Rejtana przebiega przez obszar zabudowy śródmiejskiej, gęsto wypełniony tkanką miejską, charakteryzującej się przemieszaniem zabudowy o podstawowej funkcji mieszkaniowej z zabudową także o innym przeznaczeniu. Obszar ten pod względem podziału na dzielnice urbanistyczne określany jest jako śródmieście, jednostka urbanistyczna Przedmieścia Świdnickiego i Oławskiego. Ponadto pod względem funkcjonalnym wskazano układ pasmowy miasta, a ulica leży w paśmie określanym jako pasmo działalności gospodarczej (centralne pasmo aktywności gospodarczej). Występująca tu wysoka intensywność wykorzystania terenu, przy dominującej funkcji mieszkaniowej, co skutkuje także wysoką gęstością zaludnienia, pomimo lokalizacji w tym obszarze największej liczby obiektów usługowych. W układzie urbanistycznym dominuje ukształtowanie bloków urbanistycznych w postaci kwartałów zabudowy, w ramach których umiejscowiono funkcje reprezentacyjne na zewnątrz kwartału, a funkcje użytkowe do wewnątrz. Dominuje tu pierzejowa zabudowa wzdłuż ulic. Wskazuje się ponadto na gęstą sieć uliczną i linii transportu publicznego. Ulicę Hugona Kołłątaja wraz z poszerzoną strefą skrzyżowania z ulicą Tadeusza Rejtana określa się jako rdzeń ogólnomiejski przestrzeni publicznej, natomiast ulicę Stawową w ramach przestrzeni publicznej klasyfikuje się jako przestrzeń o charakterze ogólnomiejskim. Przy samej ulicy Tadeusza Rejtana budynki mają wysokość od czterech do sześciu kondygnacji nadziemnych, z wyjątkiem budynku pod numerem 9 o ośmiu kondygnacjach nadziemnych.

## Punkty adresowe, budynki
Punkty adresowe przy ulicy Tadeusza Rejtana (wg stanu na luty 2022 r.):
- strona południowa – numery nieparzyste
  - ulica Tadeusza Rejtana 1[52]: kamienica z usługowym przyziemiem[53] o sześciu kondygnacjach nadziemnych[54]
  - ulica Tadeusza Rejtana 3[55]: kamienica z usługowym parterem[53] o pięciu kondygnacjach nadziemnych[56]
  - ulica Tadeusza Rejtana 5[57]: kamienica[53] o pięciu kondygnacjach nadziemnych[58]
  - ulica Tadeusza Rejtana 5a[59]: budynek mieszkalny o pięciu kondygnacjach nadziemnych[60]
  - ulica Tadeusza Rejtana 7[61]: kamienica[53] o pięciu kondygnacjach nadziemnych[62]
  - ulica Tadeusza Rejtana 9[63]: budynek biurowy z garażem wielopoziomowym o ośmiu kondygnacjach nadziemnych[9][51]
  - ulica Tadeusza Rejtana 11[64]: budynek użyteczności publicznej[53], biurowy, o sześciu kondygnacjach nadziemnych[65]
- strona północna – numery parzyste:
  - ulica Tadeusza Rejtana 2[66]: kamienica z usługowym przyziemiem[53] o sześciu kondygnacjach nadziemnych[67]
  - ulica Tadeusza Rejtana 4[68]: kamienica z usługowym przyziemiem[53] o sześciu kondygnacjach nadziemnych[69]
  - ulica Tadeusza Rejtana 4a[70]: inny o jednej kondygnacji nadziemnej[71]
  - ulica Tadeusza Rejtana 6[72]: kamienica z usługowym przyziemiem[53] o sześciu kondygnacjach nadziemnych[73]
  - ulica Tadeusza Rejtana 8[74]: kamienica z usługowym przyziemiem[53] o pięciu kondygnacjach nadziemnych[75]
  - ulica Tadeusza Rejtana 10[76]: kamienica[53] o czterech kondygnacjach nadziemnych[77].

## Demografia
Ulica przebiega przez dwa rejony statystyczne o wykazanej w poniższej tabeli gęstości zaludnienia i ilości zameldowanych osób, przy czym dane pochodzą z 31.12.2021 r.
| Rejon statystyczny nr | Liczba osób zameldowanych | Gęstość zaludnienia [lud./km²] | Położenie         | numery adresowe |
| --------------------- | ------------------------- | ------------------------------ | ----------------- | --------------- |
| 933370                | 479                       | 25 391                         | strona północna   | od 2 do 10      |
| 933380                | 221                       | 20 161                         | strona południowa | od 1 do 11      |

## Ochrona i zabytki
Obszar, przez który przebiega ulica Tadeusza Rejtana, podlega ochronie i jest wpisany do gminnej ewidencji zabytków pod pozycją Przedmieście Południowe oraz znajduje się w strefie ochrony konserwatorskiej. Ochronie podlega przede wszystkim historyczny układ urbanistyczny Przedmieścia Południowego kształtowany w różnych okresach historycznych począwszy od XIII wieku, następnie od około 1840 r. do początku lat 60. XX wieku. Obszar ten obejmuje historyczny układ urbanistyczny przedmieścia na południe od Podwala Świdnickiego, w rejonie ulicy Sądowej i Grabiszyńskiej, Kolejowej, placu Rozjezdnego, ulicy Swobodnej, Józefa Piłsudskiego i Dworcowej we Wrocławiu. Stan jego zachowania określa się na 4 – dobry / 5 – bardzo dobry.
Przy ulicy i w najbliższym sąsiedztwie znajdują się następujące zabytki ujęte w gminnej ewidencji zabytków:
| obiekt, położenie | powstanie, rodzaj ochrony | fotografia |
| --- | --- | ---------- |
| strona południowa | |            |
| Kamienica, obecnie budynek mieszkalny z usługowym przyziemiem ulica Tadeusza Rejtana 1                                                                            | 1877 r. rodzaj ochrony: gez, mpzp |            |
| Kamienica, obecnie budynek mieszkalny z usługowym parterem ulica Tadeusza Rejtana 3                                                                               | 1876 r. rodzaj ochrony: gez, mpzp |            |
| Kamienica ulica Tadeusza Rejtana 5 | 1876 r. rodzaj ochrony: gez, mpzp |            |
| Kamienica ulica Tadeusza Rejtana 7 | 1875 r. rodzaj ochrony: gez, mpzp |            |
| Hotel „Hauptbanhof”, późniejszy hotel robotniczy nr 1 PKP, następnie budynek użyteczności publicznej (m.in. kancelarie radców prawnych) ulica Tadeusza Rejtana 11 | 1875 r. (lata 1875-1877, 1916 r.) rodzaj ochrony: rejestr zabytków nr A/2376/418/Wm z dnia 30.12.1982 r., A/2376/418/Wm z dnia 14.06.2010 r. |            |
| strona północna | |            |
| Kamienica, obecnie budynek mieszkalny z usługowym przyziemiem ulica Tadeusza Rejtana 2 (oraz ulica Stawowa 14)                                                    | 1890 r. rodzaj ochrony: gez, mpzp |            |
| Kamienica, obecnie budynek mieszkalny z usługowym przyziemiem ulica Tadeusza Rejtana 4                                                                            | 1876 r. rodzaj ochrony: gez, mpzp |            |
| Kamienica, obecnie budynek mieszkalny z usługowym przyziemiem ulica Tadeusza Rejtana 6                                                                            | lata 1876-1877 rodzaj ochrony: gez, mpzp |            |
| Kamienica, obecnie budynek mieszkalny z usługowym przyziemiem ulica Tadeusza Rejtana 8 (oficyna)                                                                  | lata 1875-1876 rodzaj ochrony: gez, mpzp |            |
| Kamienica ulica Tadeusza Rejtana 10 | około 1905-1910 rodzaj ochrony: gez, mpzp |            |

## Baza TERYT
Dane Głównego Urzędu Statystycznego z bazy TERYT, spis ulic (ULIC):
- województwo: DOLNOŚLĄSKIE (02)
- powiat: Wrocław (0264)
- gmina/dzielnica/delegatura: Wrocław (0264011) gmina miejska; Wrocław-Stare Miasto (0264059) delegatura
- Miejscowość podstawowa: Wrocław (0986283) miasto; Wrocław-Stare Miasto (0986946) delegatura
- kategoria/rodzaj: ulica
- Nazwa ulicy: ul. Tadeusza Rejtana (18575)[16][119].